# Бычково (Бешенковичский район)
Бычково (бел. Бычкова) — деревня в Бешенковичском районе Витебской области Беларуси. Входит в состав Улльского сельсовета.

## География
Деревня находится в центральной части Витебской области, к западу от реки Уллы, при автодороге Н-2023, на расстоянии приблизительно 17 километров (по прямой) к северо-западу от городского посёлка Бешенковичи, административного центра района.

## История
По состоянию на 1906 год, в деревне насчитывалось 96 дворов и проживало 16 человек (44 мужчины и 52 женщины). В административном отношении входила в состав Шапчинского сельского общества Мартиновской волости Лепельского уезда Витебской губернии.
До 2004 года Бычково входило в состав Сокоровского сельсовета.

## Население
По данным переписи 2019 года, в деревне проживало 2 человека.
| Год  | Население, человек |
| ---- | ------------------ |
| 1906 | 42                 |
| 2009 | ↘ 4                |
| 2019 | ↘ 2                |